# Neneh Cherry
Neneh Cherry, folkbokförd som Neneh Marianne Karlsson, född 10 mars 1964 i Storkyrkoförsamlingen i Stockholm, är en svensk sångare.
Hon är dotter till musikern Ahmadu Jah och konstnären Moki Karlsson Cherry. Hon är vidare styvdotter till jazztrumpetaren Don Cherry samt halvsyster till Titiyo Jah (samma far) och Eagle-Eye Cherry (samma mor). Hon är mor till Mabel McVey.
Neneh Cherry hade en rad hits under 1990-talet, både i Storbritannien och i Sverige. Större delen av hennes musikkarriär har gjorts i Storbritannien. Hon är numera (2014) bosatt i Stockholm.

## Biografi
Under 1970-talet bodde Neneh Cherrys familj i Tågarps skola, utanför Farstorp i Hässleholms kommun, men snart började hela familjen följa med styvfadern Don Cherry på hans turnéer.
Neneh Cherry hoppade av skolan och flyttade till London, där hon var medlem i några olika band som punkbandet The Cherries, New Age Steppers och Rip Rig & Panic, varav den sistnämnda gjorde ett gästspel i den brittisk-producerade TV-serien Hemma värst (The Young Ones).
Hon påbörjade sin solokarriär med låten "Stop the War", en protestsång mot Falklandskriget. Hon arbetade också med gruppen The The. Hennes "Buffalo Stance" som blandade hiphop med mainstream popmusik slog stort internationellt, och låg som bäst på tredjeplats på brittiska topplistan och som etta på USA:s lista för dance-musik. I Storbritannien orsakade Cherry en viss kontrovers genom att framföra låten inklusive koreografi som höggravid i TV-programmet Top of the Pops.
Hennes man Cameron McVey skrev största delen av låtmaterialet till hennes första album Raw like Sushi. En skiva som rankades av Sonic Magazine i juni 2013 som det 5:e bästa svenska albumet någonsin. Flera singlar släpptes under slutet av 80-talet och början på 90-talet. Några av dem är den långsammare "Manchild", som slog stort även i Sverige, "Kisses On The Wind" och "Inna City Mama", som alla tre nådde topp 20 i Storbritannien. Hon var även involverad i musikscenen i Bristol, där hon bland annat gjorde arrangemang på gruppen Massive Attacks album Blue Lines.
Den fästingburna sjukdomen borrelia hindrade henne från att arbeta mycket under 1990-talets första år, men 1992 arbetade hon med Michael Stipe och Gang Starr. 1994 spelade hon in "7 Seconds" tillsammans med Youssou N'Dour, en låt som låg kvar på topplistorna i nästan ett halvår. Albumet Man gavs ut 1996 och en remix-skiva Neneh Chérie Remixes och några singlar därifrån gavs ut 1997. 1999 kom singeln "Twisted Mess", ett samarbete med Craig Armstrong. I mitten av 1990-talet fick hon också en hit med en cover av The Judds "Love Can Build A Bridge" tillsammans med Cher och Chrissie Hynde samt Eric Clapton på gitarr. Under 2000-talet har hon inte gjort mycket under eget namn.
På Gorillaz album Demon Days från 2005, sjunger hon på låten "Kids With Guns". Hon medverkar även på nyinspelningen av Teddybears-låten "Yours to Keep" som är med på albumet Soft Machine från 2007. Och på Kleerups självbetitlade album medverkar hon på låten "Forever". Hon har även debuterat på svenska språket på rapparen Petters låt "Tête à tête". Sen 2016 är Neneh medlem i gruppen CirKus, som gett ut några skivor.
Hon medverkar även på nyinspelningen av Timo Maas-låten "High Drama" som är med på albumet "Pictures" från 2005.
2012 släppte hon tillsammans med jazzgruppen The Thing under namnet Neneh Cherry & The Thing albumen The Cherry Thing och Cherry Thing Remixes. Hennes första soloalbum på 18 år, Blank Project, kom 2014.
2016 debuterade hon som skådespelare i filmen och tillika enmansföreställningen Stockholm, My Love.
2024 publicerade hon självbiografin Tusen trådar, som också nominerades till bokpriset Women's prize for nonfiction.

## I populärkulturen
Neneh Cherry ska, enligt Core Designs figurdesigner Toby Gard, ha varit ursprunglig inspirationskälla till Lara Croft i spelserien Tomb Raider, tillsammans med seriefiguren Tank Girl.

## Diskografi

### Album
Solo
- 1989 – Raw Like Sushi
- 1992 – Homebrew
- 1996 – Man
- 1997 – Neneh Chérie Remixes
- 2014 – Blank Project
- 2018 – Broken Politics

Med CirKus
- 2006 – Laylow
- 2009 – Medicine

Med The Thing
- 2012 – The Cherry Thing
- 2012 – Cherry Thing Remixes

### Singlar
- 1988 – Buffalo Stance
- 1989 – Manchild
- 1989 – Kisses on the Wind
- 1989 – Inna City Mama
- 1990 – I've Got You Under My Skin
- 1992 – Money Love
- 1994 – 7 Seconds (tillsammans med Youssou N'Dour)
- 1995 – Love Can Build a Bridge (tillsammans med Cher, Chrissie Hynde & Eric Clapton)
- 1996 – Woman
- 1996 – Kootchi
- 1997 – Feel It
- 2014 – Everything

## Priser och utmärkelser
- 2015 – Invald i Swedish Music Hall of Fame[9]
- 2016 – Per Ganneviks stipendium
- 2019 – Grammis för Årets elektro/dans 2018